# Третичный метод нефтедобычи
Третичный метод нефтедобычи (англ. EOR, Enhanced oil recovery; Методы увеличения нефтеотдачи, Методы повышения нефтеотдачи; устаревший термин Tertiary oil recovery) — один из методов нефтедобычи, повышающий продуктивность нефтяных скважин. Осуществляется при искусственном поддержании энергии пласта или искусственном изменении физико-химических свойств нефти.

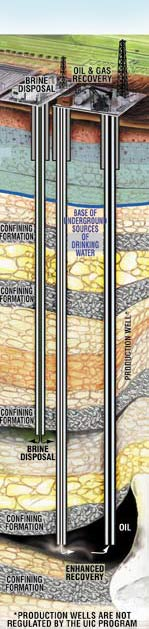
Схема, иллюстрирующая закачку пара в скважину

Такая добыча приводит к интенсификации притока нефти и повышению нефтеотдачи (коэффициента извлечения нефти) месторождения до 30–60 %, в сравнении с 20–40 %, достигаемыми в результате использования первичных или вторичных методов добычи.
Первичные методы используют только естественную энергию пласта, достигают КИН не более 20–30 %. Вторичные методы связаны с поддержанием внутрипластовой энергии путём закачки в пласт воды и природного газа. Они достигают типичных КИН не более 30–50 %.
Повышение нефтеотдачи в третичных методах достигается благодаря нагнетанию газа, закачке химических реагентов, использованию теплового метода увеличения нефтеотдачи за счет циклического нагнетания пара в коллектор нефти или созданию внутрипластового горения.

## Классификация методов повышения нефтеотдачи
По типу рабочих агентов классификация известных методов повышение нефтеотдачи пластов выглядит следующим образом:
1. Тепловые методы (ОГВ и другие);
2. Газовые методы (например, CO2-EOR);
3. Физические методы (ПИВ и другие);
4. Химические методы (ЭКВ, Микробиологическое воздействие и другие);
5. Гидродинамические методы;
6. Потокоотклоняющие методы;
7. Комбинированные методы
  1. Физико-химические методы (Реагентно-активационное воздействие и другие)

Наиболее широко (более 100 внедрений) применяются тепловые и газовые (CO2) методы. По данным Министерства энергетики США, среди третичных методов, применяемых в США, тепловые методы составляют 40 %, а 60 % — газовые. Ещё около одного процента применений приходилось на химические технологии (полимеры, ПАВ).
В первом десятилетии XXI века за счет третичных методов в мире добывалось (по оценкам Aramco) около 3 миллионов баррелей в день (из них 2 миллиона — за счет тепловых методов), что составляло около 3,5 % от общемировой нефтедобычи.